# Gare Casa Voyageurs
Gare Casa Voyageurs – stacja kolejowa w Casablance, w regionie Wielka Casablanca, w Maroku. Ma 3 perony.